# Нашата
Нашата (бур. Нашата — ястребиное [место]) — деревня в Боханском районе Иркутской области России. Входит в состав Шаралдайского муниципального образования.

## Географическое положение
Находится примерно в 91 км к западу от районного центра.

## Происхождение названия
Название Нашата происходит от бурятского нашан — сокол (на боханском диалекте ястреб).

## Население
По данным Всероссийской переписи, в 2010 году в деревне проживало 168 человек (77 мужчин и 91 женщина).